# 97 Хвилин
«97 Хвилин» (англ. 97 Minutes) — американський бойовик-трилер з Алеком Болдвіном, Джонатаном Ріс-Маєрсом та Міанною Берінг у головних ролях, знятий Тімо Вуоренсола за сценарієм Павана Гровера.

## Сюжет
Боїнг 767 захоплюють озброєні терористи-смертники та ранять пілота. Всі пасажири перебувають у смертельній небезпеці. До того ж, палива вистачить лише на 97 хвилин. Після цього падіння буде неминучим, і невідомо куди злочинці направлять на той момент літак. Якщо це виявиться густонаселений район, то станеться масштабна катастрофа. За ситуацією спостерігають в Агентстві національної безпеки. Зокрема, директор агентства Гокінс вагається з прийняттям рішення — він дає наказ збити літак, щоб захистити життя тих, хто на землі.
Це рішення всіляко саботує його заступниця Тойін. Вона впевнена, що є спосіб запобігти катастрофічній події. Ситуацію на свою користь на борту літака намагається взяти агент Інтерполу під прикриттям Алекс. Він один протистоїть озброєним терористам та втирається до них у довіру. Завдяки цьому життя пасажирів тепер опиняються в його руках. Однак напруженість на землі і в небі наростає, перегони з часом змушують Гокінса ухвалити життєво важливе рішення, тоді як Алексу, який має намір переграти терористів, розкриває їх справжні наміри та швидко шукає спосіб запобігти катастрофі. Однак швидко спливає час лету, з кожною миттю наближаючи пасажирів до катастрофи.

## У ролях
- Алек Болдвін — Гокінс, директор Агентства національної безпеки
- Джонатан Ріс-Маєрс — Алекс, агент Інтерполу під прикриттям
- Міанна Берінг — Тойін, заступниця директора Агентства національної безпеки
- Джо Мартін
- Майкл Сіров
- Паван Гровер
- Анджул Нігам
- Давор Томич
- Славко Собін
- Люк Джей Сміт
- Кася Колечек
- Остін Парсонс
- Кріс Вілсон
- Пітер Брук

## Виробництво
9 лютого 2022 року Болдвін під час зйомок в Алтоні, Гемпшир опублікував відео у своїх акаунтах у соціальних мережах, де він заявив, що «було дивне відчуття роботи» після смерті української операторки Галини Хатчінс на його попередньому знімальному майданчику фільму Раст.
16 лютого 2022 року було оголошено, що Джонатан Ріс Меєрс та Міанна Берінг приєдналися до акторського складу на Black Hangar Studios, а також виконавчі продюсери Джо Мартін, Майкл Сіроу, Анжул Нігам, Давор Томіч, Славко Собін, Люк Дж. І. Сміт та Касія Колечек. Джеймі Р. Томпсон і Джейк Сіл з Orwo Studios стали виконавчими продюсерами разом з Майклом Арата, Джеррі Дейглом, Сураджем Гохілом, Аві Хаасом та Фордом Корбеттом. Фінансування здійснюється Origo Financial Services, а Orwo Film Distribution займається міжнародними продажами.
Продюсерами «97 Хвилин» стали Паван Гровер, Джеймі Томпсон та Джейк Сил. Працюючи за сценарієм Павана Гровера, режисер Тімо Вуоренсола та оператор Костянтин Фреєр завершили зйомки вже за 18 днів на двох знімальних майданчиках. Гровер сказав, що Болдвін вже знав за 18 місяців до зйомок про участь у фільмі, і роль була адаптована під нього. Раніше Вільям Герт був прикріплений до фільму.
Гроувер написав сценарій до фільму, працюючи спеціалістом з інтервенційних методів лікування больових синдромів хребта у Г'юстоні, штат Техас (США), у 2009 році

## Реліз
Сценарист і співпродюсер Паван Гроувер повідомив, що «97 Хвилин» має вийти в обмежений прокат 9 червня 2023 року. «97 Хвилин» буде доступний на Hulu у вересні 2023 року.